# Харпаглу
Харпаглу (перс. خارپهلو) — село в Ірані, у дегестані Джаверсіян, у бахші Каре-Чай, шагрестані Хондаб остану Марказі. За даними перепису 2006 року, його населення становило 134 особи, що проживали у складі 33 сімей.

## Клімат
Середня річна температура становить 10,67°C, середня максимальна – 29,33°C, а середня мінімальна – -10,76°C. Середня річна кількість опадів – 263 мм.
| Клімат поселення                              | Клімат поселення | Клімат поселення | Клімат поселення | Клімат поселення | Клімат поселення | Клімат поселення | Клімат поселення | Клімат поселення | Клімат поселення | Клімат поселення | Клімат поселення | Клімат поселення | Клімат поселення |
| Показник                                      | Січ.             | Лют.             | Бер.             | Квіт.            | Трав.            | Черв.            | Лип.             | Серп.            | Вер.             | Жовт.            | Лист.            | Груд.            |                  |
| Середній максимум, °C                         | 4,91             | 6,44             | 10,48            | 17,16            | 22,29            | 27,97            | 29,33            | 29,13            | 24,40            | 18,04            | 11,26            | 5,81             |                  |
| Середня температура, °C                       | −2,92            | −1,4             | 2,66             | 9,33             | 14,45            | 20,13            | 23,98            | 23,76            | 19,05            | 12,70            | 5,91             | 0,44             |                  |
| Середній мінімум, °C                          | −10,76           | −9,22            | −5,19            | 1,49             | 6,60             | 12,29            | 18,64            | 18,42            | 13,68            | 7,34             | 0,57             | −4,9             |                  |
| Норма опадів, мм                              | 38               | 37               | 48               | 35               | 32               | 5                | 1                | 1                | 0                | 8                | 23               | 35               |                  |
| Середньомісячна швидкість вітру, м/с          | 1.72             | 2.31             | 2.88             | 2.72             | 2.43             | 2.27             | 2.26             | 2.12             | 2.09             | 2.03             | 1.77             | 1.66             |                  |
| Середньомісячна сонячна радіація, кДж/м²·день | 9073             | 12081            | 14973            | 18375            | 22369            | 26980            | 26032            | 24181            | 21202            | 15702            | 11017            | 8968             |                  |
| --------------------------------------------- | ---------------- | ---------------- | ---------------- | ---------------- | ---------------- | ---------------- | ---------------- | ---------------- | ---------------- | ---------------- | ---------------- | ---------------- | ---------------- |
| Джерело:                                      |                  |                  |                  |                  |                  |                  |                  |                  |                  |                  |                  |                  |                  |